# Lucio Fulci
Lucio Fulci (n. 17 iunie 1927, Roma, Regatul Italiei – d. 13 martie 1996, Roma, Italia) a fost un regizor de film și director de imagine italian.

## Filmografie
- 1959 Băieții de la tonomat (Ragazzi del Juke-Box)
- 1959 Urlătorii de la bar (Urlatori alla sbarra)
- 1963 Gli Imbroglioni
- 1964 I Maniaci
- 1967 Operazione San Pietro
- 1969 Una sull'altra
- 1971 Una lucertola con la pelle di donna
- 1973 Colț Alb (Zanna Bianca)
- 1974 Întoarcerea lui Colț Alb (Il ritorno di Zanna Bianca)
- 1978 Șaua de argint (Sella d'argento)
- 1985 La gabbia (scenariul)